# Souleymane Diamoutene
Souleymane Diamoutene (Sikasso; 30 de enero de 1983) es un exfutbolista maliense que jugaba de defensa. Diamoutene fue  internacional de Malí.

## Clubes
| Club             | País     | Año       |
| ---------------- | -------- | --------- |
| AS Lucchese      | Italia   | 2001-2004 |
| Perugia (cedido) | Italia   | 2003-2004 |
| Lecce            | Italia   | 2004-2012 |
| Roma (cedido)    | Italia   | 2009      |
| Bari (cedido)    | Italia   | 2009-2010 |
| Pescara (cedido) | Italia   | 2011      |
| Levski Sofía     | Bulgaria | 2012      |
| Lupa Roma        | Italia   | 2013-2014 |
| Fidelis Andria   | Italia   | 2015      |
| Pescara          | Italia   | 2015-2016 |
| Gżira United     | Malta    | 2016-2018 |
| Igea Virtus      | Italia   | 2018-2019 |
| Real Giulianova  | Italia   | 2019-2020 |